# EDX (DJ)
EDX (* 2. November 1976 in Zürich; eigentlich Maurizio Colella) ist ein Schweizer DJ und Musikproduzent im Bereich House.

## Karriere
1994 erschienen bereits erste Mixkassetten von EDX für die bekannten Tarot-Partys, die damals in Club Oxa in Zürich veranstaltet wurden. Etwas später startete er eine Zusammenarbeit mit Leon Klein, mit dem er zwischen 1999 und 2004 zahlreiche Compilations, vor allem für die Techno-Veranstaltung Energy, produzierte. Ihre bekannteste Single war „Gonna Catch You“, die 2000 unter anderem bei Warner Music Switzerland erschien. Zusammen produzierten sie auch einige Remixe, unter anderem von Kool & The Gang, Armand Van Helden und Steve Angello.
Nach einer über 3-jährigen Pause kehrte EDX zurück ins Musikbusiness und hatte 2007 Erfolg mit seinem Remix von Dubfires Song Roadkill. Der Song wurde unter anderem von Armin van Buuren für seine Kompilation Universal Religion Chapter 3 ausgewählt. Anschließend bekam er Remix-Anfragen von bekannten Künstlern wie Armin van Buuren, Deadmau5, Kaskade, Axwell, Sebastian Ingrosso, Laidback Luke und Dirty South. 2009 wurde er von Beatport in den Top 3 Progressive House Artists of 2009 gelistet neben Deadmau5 und Eric Prydz.
Seit März 2011 sendet EDX einmal wöchentlich eine einstündige, moderierte Radiosendung namens No Xcuses.
EDX lebt in Zürich und ist Teil der Schweizer House-Gruppierung Helvetic Nerds. Er ist außerdem Inhaber und Geschäftsführer einer Kapitalgesellschaft, die er 2002 gründete und heute zehn Musiklabels umfasst. Daneben war er auch lange Zeit als Grafikdesigner tätig. 1995 gründete er das Grafik-Atelier „EDX Design“ und gestaltete zahlreiche Plattencovers von Energy-Kompilations und von DJ Tatana, mit der er 15 Jahre lang liiert war. 10 Jahre lang war er zugleich als ihr Manager tätig. Das Paar trennte sich 2009.
EDX veröffentlichte im Jahr 2012 sein Debüt-Album On the Edge, welches 2014 als Remixversion erschien.

## Diskografie

### Alben
| Jahr | Titel                          |
| ---- | ------------------------------ |
| 2011 | No Xcuses – The Violet Edition |
| 2012 | On the Edge                    |
| 2014 | On the Edge – Remixed          |
| 2017 | Two Decades (CH #67)           |

### Singles
| Jahr | Titel                                                      |
| ---- | ---------------------------------------------------------- |
| 1997 | I’m Not Interested                                         |
| 1999 | Dancing With You (mit Leon Klein)                          |
| 2000 | Gonna Catch You (mit Leon Klein)                           |
| 2000 | Tango! (mit Leon Klein)                                    |
| 2002 | Lift Me Up                                                 |
| 2003 | I Need Love                                                |
| 2008 | Please Don’t Go (mit DJ Tatana als Dobenbeck feat. Joanna) |
| 2008 | Casa Grande                                                |
| 2009 | Shy Shy                                                    |
| 2009 | Ready to Go (mit Chris Reece & Jerome Isma-Ae)             |
| 2010 | Hoover                                                     |
| 2010 | Don’t Stop Dancing (mit Kaskade)                           |
| 2010 | Out of the Rain (feat. Tamra Keenan)                       |
| 2010 | Thrive                                                     |
| 2011 | Embrace                                                    |
| 2011 | Falling out of Love (feat. Sarah McLeod)                   |
| 2011 | D.A.N.C.E.                                                 |
| 2011 | Give It Up for Love (mit John Williams)                    |
| 2012 | This Is Your Life (mit Nadia Ali)                          |
| 2012 | Love Express (mit Seamus Haji feat. Jerique)               |
| 2012 | Sunset Miracles                                            |
| 2012 | Everything (feat. Hadley)                                  |
| 2012 | Miami Device (mit Stan Kolev & Chris Reece)                |
| 2012 | Touched                                                    |
| 2013 | Blessed                                                    |
| 2013 | The Sun (mit Leventina)                                    |
| 2013 | Hazed                                                      |
| 2013 | Live My Life (Free Track)                                  |
| 2013 | Acido (Free Track)                                         |
| 2013 | Hyped                                                      |
| 2013 | The Tempest (mit Leventina)                                |
| 2013 | Reckless Ardor                                             |
| 2014 | Cool You Off                                               |
| 2014 | Air For Life                                               |
| 2014 | Breathin                                                   |
| 2014 | Make Me Feel Good                                          |
| 2014 | Collateral Effects                                         |
| 2014 | Empathy                                                    |
| 2015 | Remember House                                             |
| 2015 | Want You                                                   |
| 2015 | Belong                                                     |
| 2016 | Missing (mit Mingue)                                       |
| 2016 | Roadkill (EDX’s Ibiza Sunrise Remix)                       |
| 2016 | My Friend                                                  |
| 2016 | Omertà                                                     |
| 2016 | High on You                                                |
| 2017 | Dharma                                                     |
| 2017 | All I Know                                                 |
| 2017 | Bloom                                                      |
| 2017 | We Can't Give Up                                           |
| 2017 | Feel The Rush                                              |
| 2017 | Runnin'                                                    |
| 2018 | Jaded                                                      |
| 2018 | Anthem                                                     |
| 2018 | Sillage                                                    |
| 2019 | Who Cares                                                  |
| 2019 | Off The Grid (feat. Amba Shephard)                         |
| 2019 | Ubuntu                                                     |
| 2019 | Stay                                                       |
| 2019 | Neptune                                                    |
| 2019 | Voltaic                                                    |
| 2020 | Adore Me                                                   |
| 2020 | The Time Is Now                                            |
| 2020 | I Found You (Neptune) (feat. Jess Ball)                    |
| 2020 | Umoja                                                      |
| 2020 | Indian Summer                                              |
| 2021 | Ecletric                                                   |
| 2022 | On My Mind                                                 |

### Remixe (Auswahl)
| Jahr | Künstler                                    | Titel                     |
| ---- | ------------------------------------------- | ------------------------- |
| 2006 | Fuzzy Hair vs. Steve Angello                | In Beat                   |
| 2006 | Martin Solveig                              | Rocking Music             |
| 2007 | Dubfire                                     | Roadkill                  |
| 2007 | Sikk                                        | The Whisper               |
| 2007 | Sucker DJs                                  | Lotta Lovin’              |
| 2007 | Armin van Buuren                            | The Sound of Goodbye      |
| 2007 | Deadmau5                                    | Arguru                    |
| 2008 | John O’Callaghan                            | Big Sky                   |
| 2008 | Kaskade                                     | Angel on My Shoulder      |
| 2008 | Sebastian Ingrosso & Laidback Luke          | Chaa Chaa                 |
| 2008 | Yves Larock                                 | Say Yeah                  |
| 2008 | Axwell & Bob Sinclar                        | What a Wonderful World    |
| 2008 | Robbie Rivera                               | In Too Deep               |
| 2009 | Funkagenda                                  | Breakwater                |
| 2009 | Afrojack                                    | Radioman                  |
| 2009 | Paul Harris feat. Sam Obernik               | The Take                  |
| 2009 | ATB feat. Flanders                          | Behind                    |
| 2009 | Beyoncé                                     | Why You Don’t Love Me     |
| 2009 | Mary J. Blige                               | Stronger                  |
| 2009 | Roger Sanchez                               | Get2Gether                |
| 2010 | Dinka                                       | Elements                  |
| 2010 | Dannii Minogue                              | You Won’t Forget About Me |
| 2010 | Roger Sanchez                               | 2Gether                   |
| 2010 | Adam K                                      | My Love                   |
| 2010 | Cedric Gervais                              | Ready or Not              |
| 2010 | Nadia Ali                                   | Fantasy                   |
| 2010 | Benny Benassi feat. Kelis & Apl.De.Ap       | Spaceship                 |
| 2011 | Gala                                        | Freed from Desire         |
| 2011 | Gaia                                        | Stellar                   |
| 2012 | Avicii feat. Salem Al Fakir                 | Silhouettes               |
| 2013 | Cazzette                                    | Weapon                    |
| 2013 | Calvin Harris                               | Thinkin’ About You        |
| 2013 | Avicii feat. Aloe Blacc                     | Wake Me Up                |
| 2014 | Calippo                                     | Back There                |
| 2014 | Christina Perri                             | Human                     |
| 2014 | Cash Cash                                   | Lightning                 |
| 2015 | Nora En Pure                                | Uruguay                   |
| 2015 | Sam Feldt feat. Kimberly Anne               | Show Me Love              |
| 2017 | Charlie Puth                                | How Long                  |
| 2018 | Janelle Monáe                               | Make Me Feel              |
| 2018 | Bazzi feat. Camilla Cabello                 | Beautiful                 |
| 2018 | David Guetta feat. Anne-Marie               | Don't Leave Me Alone      |
| 2018 | Chromeo feat. French Montana & Stefflon Don | Don't Sleep               |